# 亮黑毛口鯰
亮黑毛口鯰，為輻鰭魚綱鯰形目甲鯰科的其中一種，為熱帶淡水魚，分布於南美洲哥倫比亞Patia河及考卡河上游流域，體長可達14.3公分，棲息在底層水域，生活習性不明。

## 扩展阅读
維基物種上的相關：亮黑毛口鯰